# Тайните служби на Дядо Коледа
„Тайните служби на Дядо Коледа“ (на английски: Arthur Christmas) е американски компютърно-анимационен филм от 2011 г.